# 博士山医院
博士山医院（英語：Box Hill Hospital）是墨尔本东郊的一所综合医院。博士山医院是墨尔本东区医院联网所管辖的七家医院之一，为墨尔本大都市区东部的人民提供医疗保健服务。
1956年，博士山医院成立于墨尔本东郊的博士山。作为一家大型综合医院，博士山医院每年平均每年收治超过48,000名患者。 
博士山医院为墨尔本东区的人民提供各种公立条件下的医疗保健服务，包括急救护理、重症监护、儿科和成人心理健康服务，以及产科服务和外科手术，医院还为大学提供教学和研究的机会。博士山医院是一所与莫纳什大学、拉筹伯大学和迪肯大學合作的大学教學醫院。  （页面存档备份，存于）
2016 年，博士山医院举办了庆祝成立60周年的活动。 

## 妇产科
博士山医院的妇产科中心位于新大楼10层楼的第3层，其中共有10个产房（其中5个带分娩洗浴设施）、31张产后床位、一个特殊护理托儿所、以及胎儿监护评估区和门诊部。 

## 急诊科
经过整修以后，博士山医院位于罗杰森路 (Rodgerson Road) 上的新急诊室已经对外开放，而之前位于尼尔森路 (Nelson Road) 的旧急诊室现已关闭。 

## 其他服务
除此之外，博士山医院还提供以下医疗服务：
- 内科医学
- 外科医学
- 重症监护室
- 儿童、青少年和成人心理健康服务
- 医学影像服务
- 泌尿医学
- 专科手术
- 介入性心脏病学

## 扩建
2009年12月9日，维多利亚州工党政府批准了一笔4.075亿澳元的资金用于重建博士山医院。博士山医院的新大楼由 Jackson Architecture 与 Silver Thomas Hanley 两个建筑设计所联合设计，在花费4.48亿澳元后于 2014 年 8 月提前完成 。在经由前维多利亚州总理丹尼斯·纳普辛 (Denis Napthine) 剪彩之后，大楼投入使用。 2014 年 9 月 30 日，医院患者开始从旧大楼转移到新大楼。这座 10 层高的大楼设有医院的新急诊室，以及产科、心脏科和重症监护室。 

### 新设施
- 新增床位200余张
- 新建一个更大、更高效的急诊室
- 一个新的 18 个床位的重症监护病房
- 10 个新手术室
- 更多的妇产科和儿科空间
- 为癌症和肾病患者提供更多住院病床和沙发床
- 新建一个地下两层停车场，可额外提供212个车位